# Słonorośla Makgadikgadi
Słonorośla Makgadikgadi (AT0908) – ekoregion wydzielony przez WWF w ramach biomu zalewowe formacje trawiaste i sawanny. Obejmuje jeden z największych na świecie kompleksów solnisk położony w północnej Botswanie. Ekoregion obejmuje również rozproszone łąki solniskowe wokół doliny Changane w południowym Mozambiku. W ekoregionie można znaleźć szeroką gamę dzikich zwierząt, a solniska są jedynym stałym lęgowiskiem flamingów w południowej Afryce.
Słonorośla Makgadikgadi to również ekoregion wyróżniony przez organizację One Earth w ramach bioregionu sawanny podrównikowe i lasy mieszane Afryki. W tym ujęciu ekoregion zajmuje powierzchnię 17 680 km².
W 2010 roku solniska Makgadikgadi zostały wpisane jako dobro przyrodnicze oraz kulturowe na botswańską listę informacyjną UNESCO – listę obiektów, które Botswana zamierza rozpatrzyć do zgłoszenia do wpisu na listę światowego dziedzictwa UNESCO.

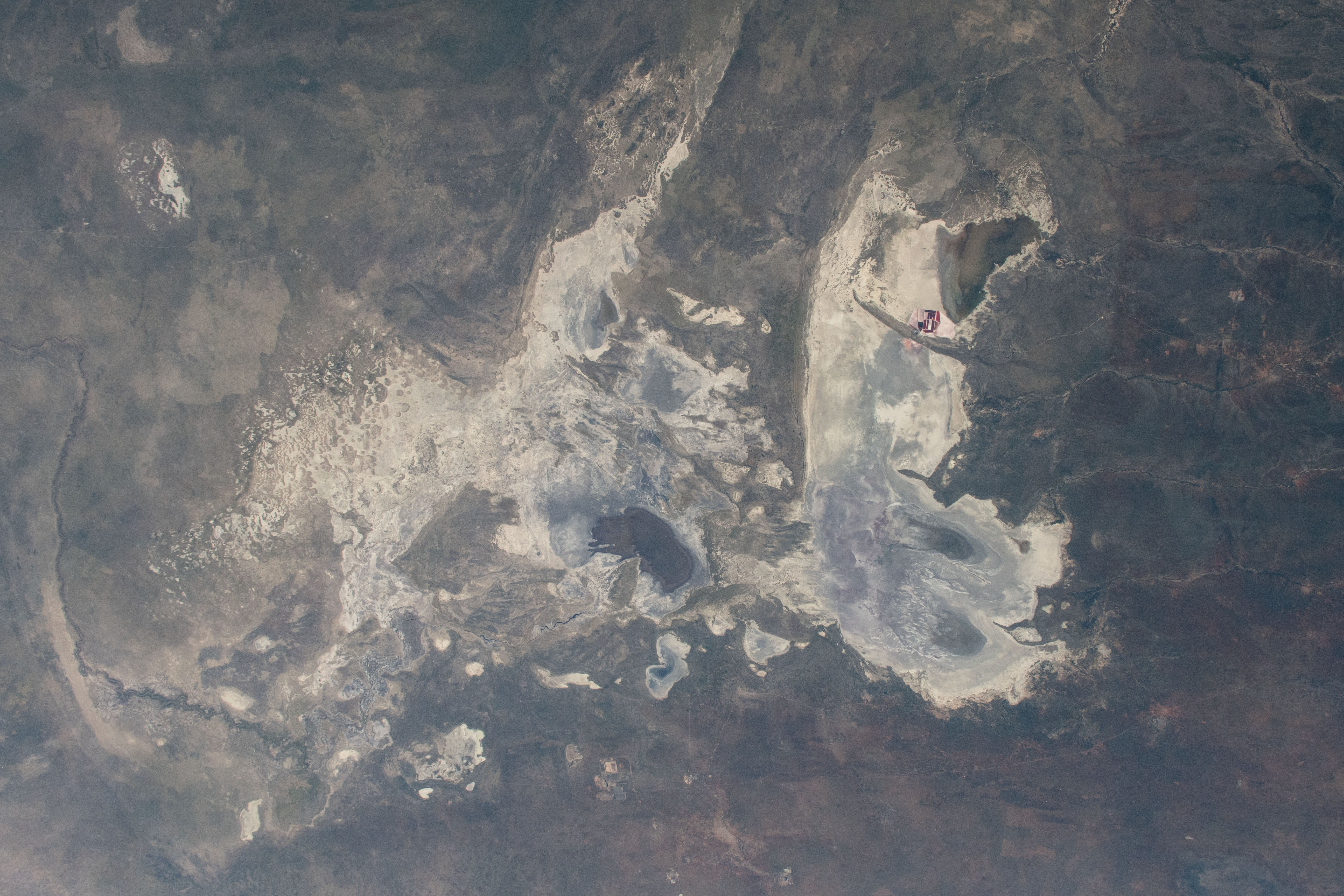
Widok na solniska Makgadikgadi z Międzynarodowej Stacji Kosmicznej

## Położenie
Ekoregion Słonorośla Makgadikgadi obejmuje jeden z największych na świecie, zajmujący ponad 12 000 km², kompleks solnisk, położony w północno-wschodniej części Botswany, na południowy wschód od delty Okawango. Składa się z dwóch głównych solnisk: Ntwetwe (o wymiarach 106×96 km) i Sua (112×72 km), które otoczone są kilkoma mniejszymi solniskami, z których największe to Nxai, Kgama-Kgama, Nkokwane i Ntsokotsa. Ekoregion obejmuje też zbiorowiska halofitów na mokradłach słonych szeroko rozpowszechnionych w dolinie rzeki Changane w południowym Mozambiku.

## Charakterystyka
Kompleks Makgadikgadi znajduje się w niecce, w której niegdyś znajdowało się ogromne jezioro Makgadikgadi, które obejmowało większą część północnej Botswany, osiągając w swoim największym zasięgu powierzchnię 120 000 km² i 50 metrów głębokości. Jezioro zasilały rzeki Zambezi, Okawango i Kuando. Powstawanie uskoków na południowym krańcu Wielkich Rowów Afrykańskich odwróciło bieg tych rzek, powodując powolne wysychanie jeziora. W miarę parowania jego wód sole koncentrowały się na dawnym dnie, ostatecznie pozostawiając płaskie, nasycone solą, gliniane solniska. Jezioro było najgłębsze w rejonie Ntwetwe i Sua i tam najdłużej utrzymywały się zbiorniki, a współcześnie są to miejsca najbardziej zasolone. Wzdłuż brzegów dawnej misy jeziornej wznoszą się na wysokość 70–100 metrów strome skarpy z białego caliche, wyznaczające obwód dawnego jeziora. Jedynym zbiornikiem wodnym, który pozostał z jeziora Makgadikgadi, jest delta Okawango. Tereny kompleksu były zamieszkiwane przez ludzi od wczesnej epoki kamienia. W jednej z prehistorycznych osad odkryto ślady ponad 500 kamiennych konstrukcji i 450 kamiennych kopców.
Kompleks Makgadikgadi znajduje się na półpustynnej równinie Kalahari, rozciągającej się przez większą część środkowej Afryki Południowej. Opady, które są bardzo zmienne, przypadają głównie w miesiącach letnich, między październikiem a marcem. W miesiącach zimowych (od maja do sierpnia) deszcze są niewielkie lub nie ma ich wcale. Średnie roczne opady w Makgadikgadi wynoszą od 450 do 500 mm. Solnisko Ntwetwe zasilane jest okazjonalnie przez rzekę Boteti, która sporadycznie wypływa z delty Okawango, wpadając do niego od zachodu. Solnisko Sua zasilane jest przez rzekę Nata, której ujście znajduje się w jego północno-wschodniej, rzadko całkowicie wysychającej części, a także przez rzeki Tutume, Semowane i Mosetse. W porze deszczowej solnisko Sua jest zalewane (zwykle do około 30 cm głębokości). Jedynie w niektórych latach nie dochodzi do przypływów z rzek, a solnisko wypełniane jest wodą pochodzącą z opadów deszczu.
Klimat solnisk jest surowy, z dużymi dobowymi i sezonowymi amplitudami temperatury. Średnie temperatury w południe latem wynoszą około 35 °C i osiągają maksymalnie 44 °C. Zima to długi, suchy okres słonecznych i bezchmurnych dni z temperaturami w południe dochodzącymi do 17 °C i spadającymi w nocy do –8 °C. Późną zimą nad solniskami wieją wiatry o dużej prędkości.
Dolina Changane w południowym Mozambiku jest również półpustynna, z rocznymi opadami w zakresie 400-600 mm, w większości przypadającymi między październikiem a kwietniem. Na przełomie XX i XXI wieku obszar ten nawiedziły poważne powodzie.

## Flora

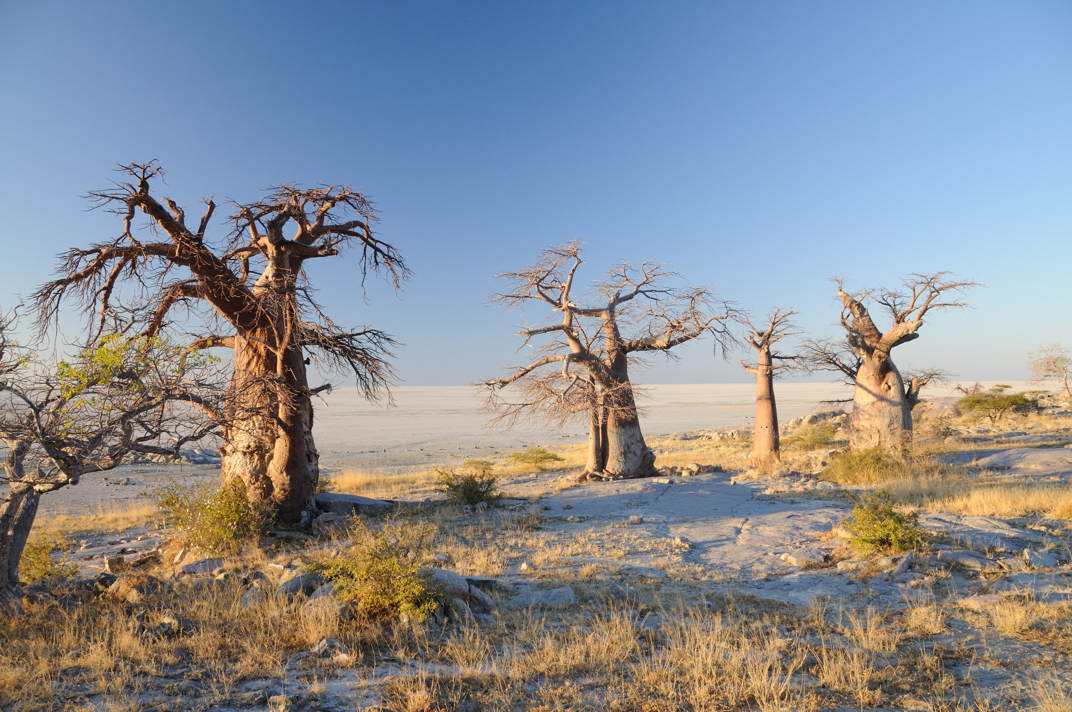
Baobaby na wyspie Kubu

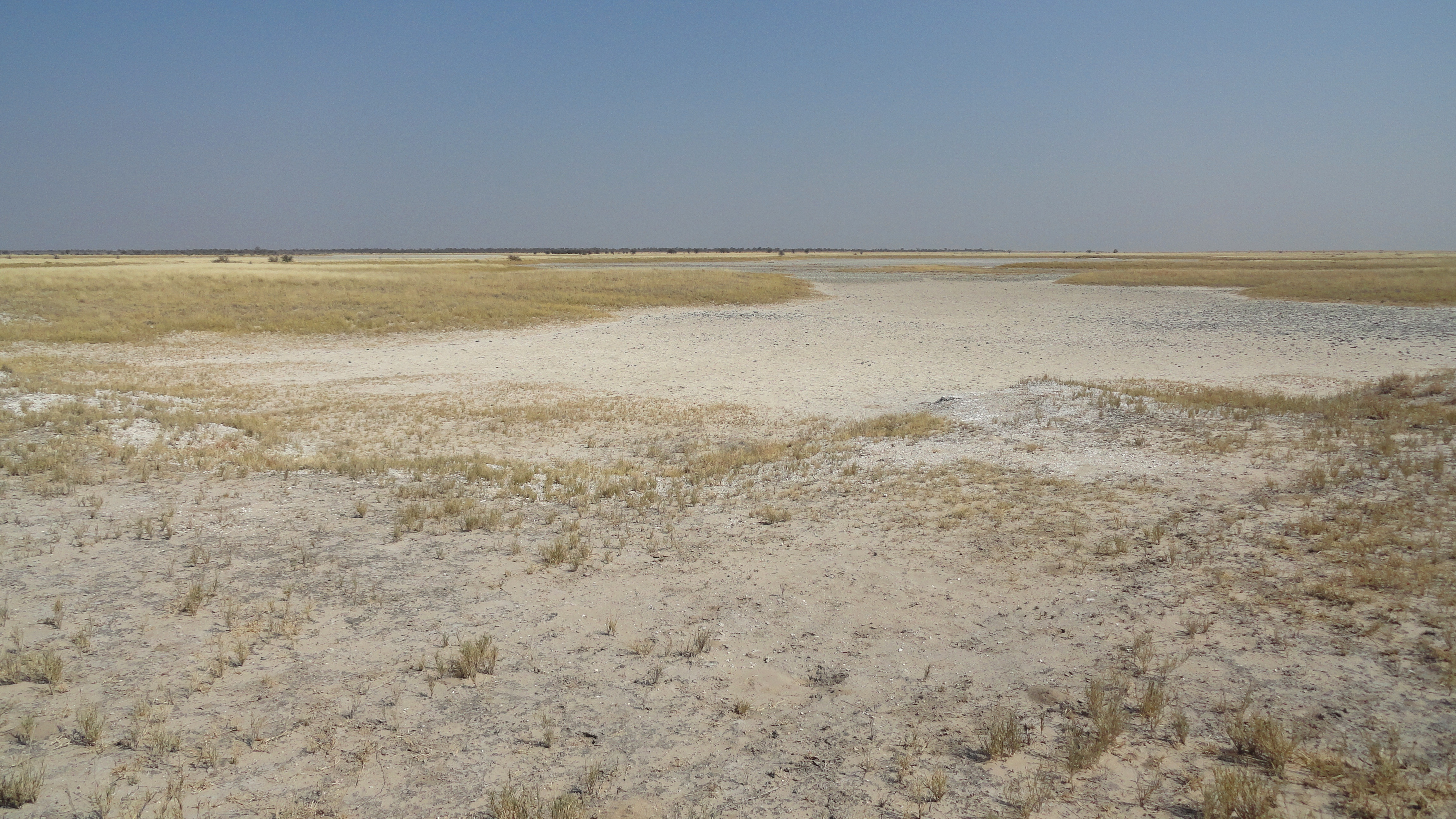
Słone łąki solniska Nxai

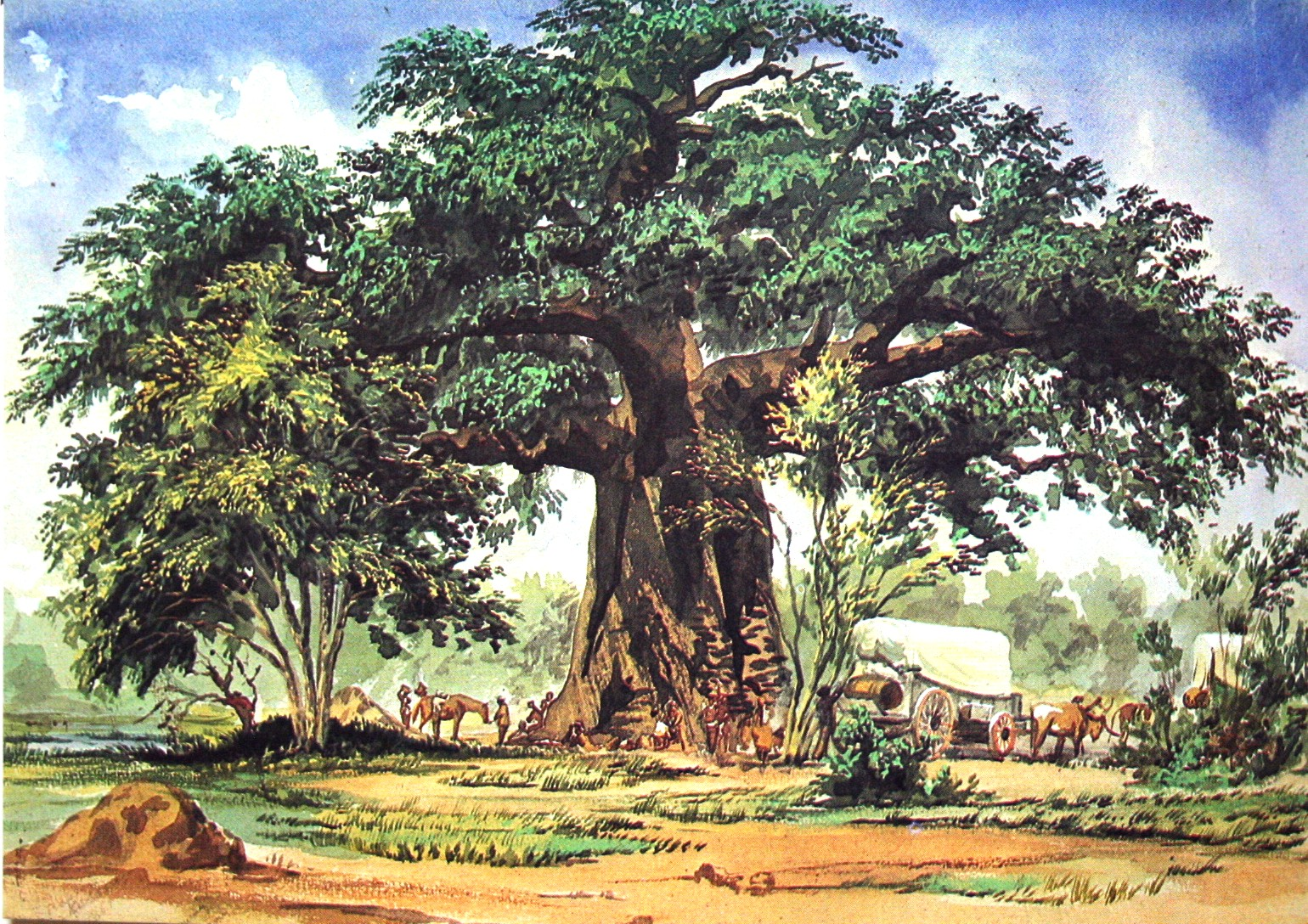
Baobab nad Kudakiam, akwarela Thomasa Bainesa (1862)

Solniska kompleksu Makgadikgadi są prawie pozbawione roślinności makrofitowej. W czasie pory deszczowej ich powierzchnię pokrywa cienka warstwa sinic. Nieliczne obecne na solniskach wyspy porośnięte są gęstym lasem słonolubnych gatunków takich jak Acacia reficiens. Na obrzeżach dominują słonolubne trawy z gatunków Sporobolus spicatus i Odyssea paucinervis. Słone bagna, które znajdują się w pobliżu wilgotniejszych brzegów solnisk, zasiedlają portulaka pospolita, Sporobolus tenellus, Suaeda fruticosa i Vernonia fastigiata. Izolowane bagniste łachy występujące wzdłuż brzegów solnisk, prawdopodobnie związane z występującymi tam źródłami, porasta trzcina pospolita, a w nielicznych wypełnionych wodą zagłębieniach terenu występuje Alternanthera nodiflora, Dichanthium papilosum, Lagarosiphon muscoides, jezierza morska, sitowiec nadmorski i rdestnica. W wilgotnych szczelinach obecnych na obrzeżach solnisk występuje Amaranthus thunbergii, Cyperus aristatus, C. compressus, Glinus bainesii, Polygonum limbatum i Pentzia. Dalej, na mniej słonawych glebach, obecna jest sawanna zdominowana przez trawy z gatunków Odyssea paucinervis i cynodon palczasty z Cenchrus ciliaris i Eriochloa meyeriana dominującymi na grzbietach wapiennych skarp. W delcie rzeki Nata, wpadającej do solniska Sua, występują Sesbania mossambicensis i Sporobolus spicatus. Brzegi rzeki porastają Faidherbia albida, Acacia kirkii, Combretum imberbe i Lonchocarpus capassa. Na północ i północny zachód od solniska Ntwetwe występują pojedyncze baobaby afrykańskie oraz akacje z gatunków Acacia kirkii i Acacia nigrescens. Z kolei na zachód występują widlice. Solniska Sua i Ntwetwe rozdziela zbiorowisko trawiaste, na którym znajduje się granitowa wychodnia o wysokości 20 metrów, znana jako wyspa Kubu, porośnięta gigantycznymi baobabami. Dalej na północ, wokół solniska Nxai, roślinność staje się typowa dla Kalahari i przechodzi w ekoregion Kalaharyjskie lasy akacjowe. Samo solnisko Nxai, a także solnisko Kgama-Kgama są słonymi łąkami porośniętymi akacjami. Solnisko Kudiakam, na południe od Nxai, jest pozbawione roślinności makrofitowej, a na jego brzegach rosną baobaby. Grupa baobabów z brzegu Kudiakam jest atrakcją turystyczną o nazwie Baobaby Bainesa (ang. Baines Baobabs), odnosząc się do Thomasa Bainesa, artysty, który w XIX wieku towarzyszył Davidowi Livingstonowi w badaniu Afryki i który w 1862 roku namalował jeden z nich na akwareli. Roślinność na południe od kompleksu Makgadikgadi przechodzi w ekoregion Zambezyjskie lasy mopane, zdominowane przez Colophospermum mopane ze zmiennymi proporcjami Acacia nigrescens, Terminalia prunioides i Combretum imberbe. W pobliżu południowo-wschodniego rogu Parku Narodowego Makgadikgadi znajduje się kilka podobnych do kaktusów roślin z gatunku Hoodia lugardii o ciernistych łodygach wysokości jednego metra i brązowych kwiatach w kształcie gwiazdy.
Na umiarkowanie zasolonych obszarach doliny Changane przeważają słone łąki z porozrzucanymi grupami drzew z gatunku Vachellia nilotica subsp. kraussiana. Tereny częściej zalewane, o wyższym zasoleniu, są zdominowane przez zbiorowiska traw poprzecinane płatami gołej ziemi. Dominującymi gatunkami traw na tych terenach są Eriochloa meyeriana, Sporobolus nitens i Aristida adscensionis. W pobliżu rzeki Changane zasolenie jest wyższe i tam przeważają gatunki z rodzajów: Arthrocnemum, soliród, łoboda i sodówka.

## Fauna

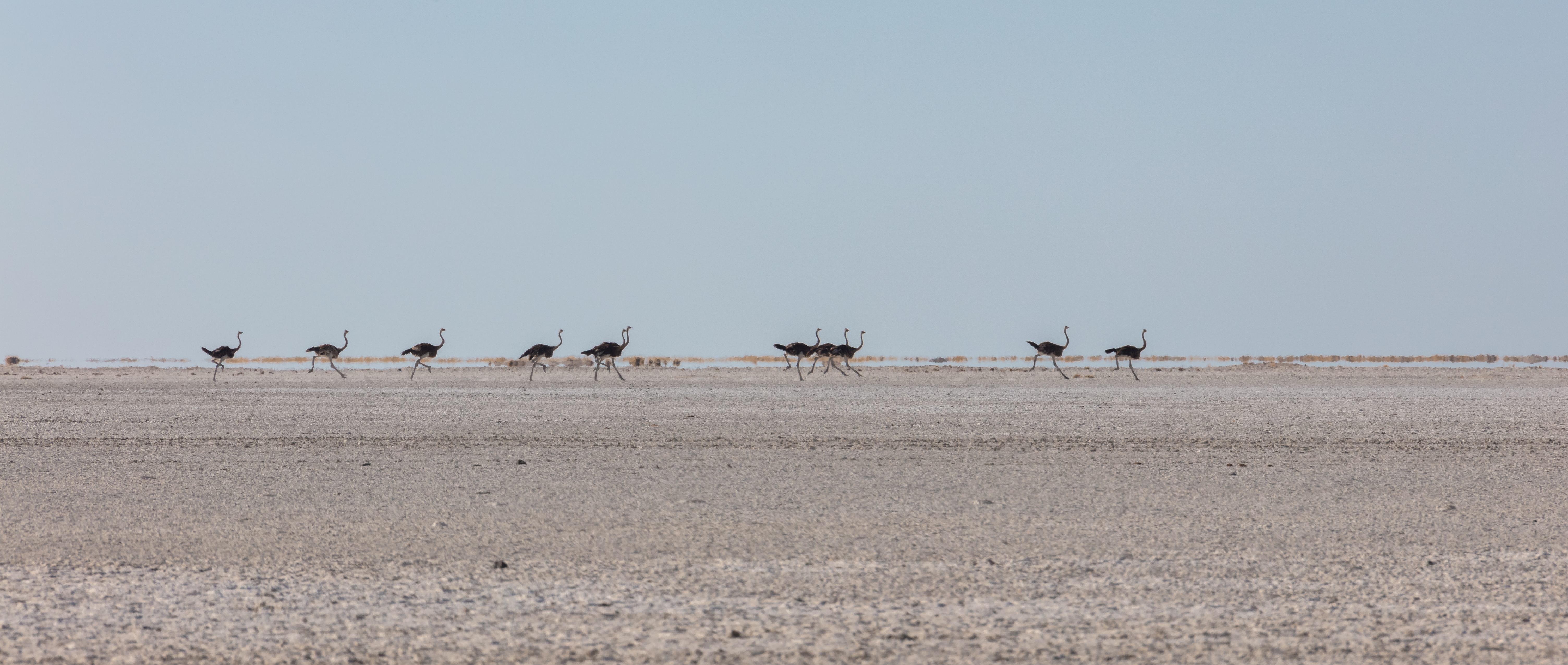
Strusie na solniskach

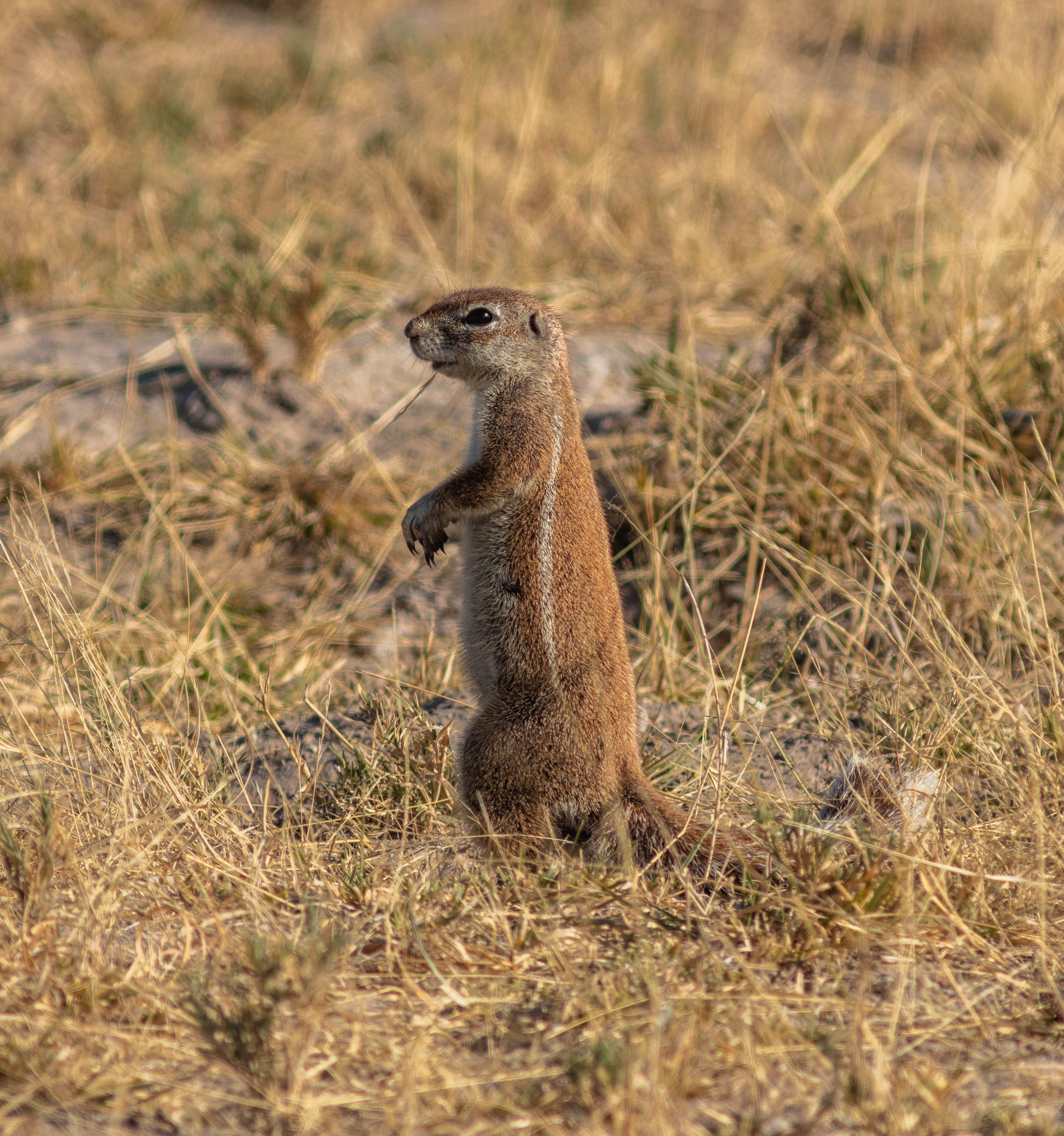
Afrowiórka namibijska w Parku Narodowym Makgadikgadi

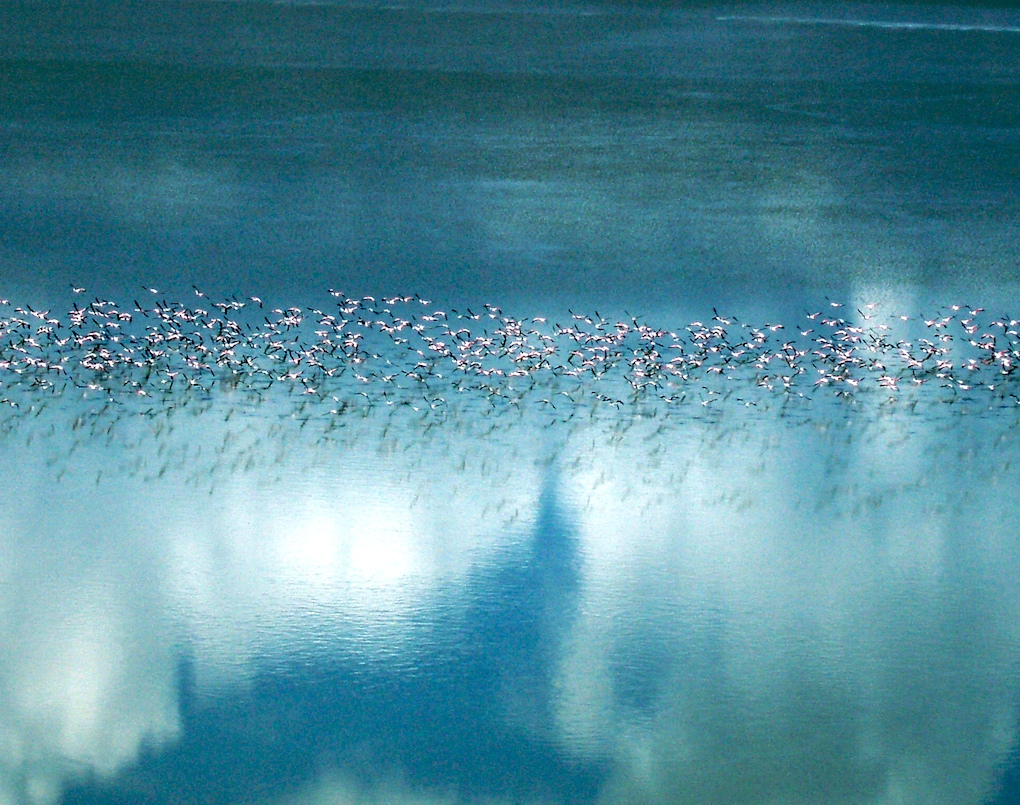
Flamingi nad solniskiem Makgadikgadi

Ekstremalne temperatury, silne wiatry, uboga roślinność i – o ile obecna – słona woda czynią solniska kompleksu Makgadikgadi nieodpowiednim siedliskiem dla większości zwierząt. Zamieszkują je zwierzęta przystosowane do długich okresów suszy i szybkiego reagowania na opady deszczu, głównie skorupiaki z rodzaju artemia, które dominują w tym środowisku ze względu na krótkie cykle życia i odporne na wysychanie jaja. Jedynymi dużymi zwierzętami zamieszkującym teren solnisk są strusie, które gniazdują w tym miejscu, ponieważ zapewnia im ono ochronę przed zagrożeniami. Formacje trawiaste otaczające solniska zasiedlają roślinożercy: bawolec krowi, oryks południowy, skocznik antylopi, antylopik zwyczajny, żyrafa północna, zebra stepowa i gnu pręgowane, a wzdłuż rzeki Boteti również słoń afrykański, oraz drapieżniki: szakal czaprakowy, hiena brunatna, krokuta cętkowana, lew afrykański, gepard grzywiasty i likaon pstry. Na porośniętym trawami i akacjami solnisku Nxai żyje duża populacja skocznika antylopiego. Jest to jedno z niewielu miejsc na świecie, gdzie gatunek ten współegzystuje z impalą zwyczajną. Zwierzęta te mają odmienne preferencje siedliskowe, ale roślinność Nxai, łącząca półpustynną sawannę z sawanną drzewiastą, zapewnia odpowiednie warunki obu gatunkom. Podczas suchego sezonu zimowego duże ssaki gromadzą się wzdłuż rzeki Boteti.
Do solnisk, wraz z wodami powodziowymi, przybywają różne gatunki ryb, które wymierają wraz z osuszaniem terenu. Jedynie ryby z rodzaju Barbus potrafią przetrwać okres suszy zakopane w mule.
Formacje trawiaste otaczające solniska Makgadikgadi zasiedla żerujący na termitach mrównik afrykański oraz 71 gatunków gadów, takich jak żółwie, warany skalne, węże i jaszczurki, a także 18 gatunków płazów. Na brzegach solnisk występuje endemit tego miejsca, agama Agama makarikarica. Występują tu również gryzonie, w tym świstaki, zęboszczur kolonijny, akacjoszczur czarnoogonowy, postrzałka kafryjska i myszoskocznik malutki. Na akacjowej sawannie drzewiastej spotkać można galagowate, zająca zaroślowego i jeżozwierze.
Przez większą część roku na solniskach żyją jedynie strusie i gatunki takie jak sieweczka przylądkowa i sieweczka piaskowa. Niewielka populacja ptaków wodnych, takich jak perkozy, kormorany i kaczki, przebywa u ujścia rzeki Nata, gdzie dostępna jest stale słodka woda. Na formacjach trawiastych otaczających solniska występują strusie, sekretarze, dropy olbrzymie, dropiki (w tym dropik jasnoskrzydły), stepówki i frankoliny, a także nocobieg dwuobrożny. Na widlicach obecnych na zachód od kompleksu gnieżdżą się m.in. pustułka stepowa i palmojad, a na porastających obrzeża solnisk baobabach płomykówka zwyczajna, kraska liliowopierśna i kraska kreskowana. Na samotnych, ciernistych drzewach gniazda zakładają sekretarze, sęp afrykański i sęp uszaty. W lasach akacjowych występują szponiastonóg krasnodzioby, gwizdacz białobrewy i motylik fioletowouchy.
W porze deszczowej, po ulewnych opadach, do kompleksu Makgadikgadi migrują tysiące ptaków wodnych, z których większość przylatuje w celach rozrodczych. Należą one do takich gatunków jak: żuraw koralowy, koronnik szary, żabiru afrykański, marabut afrykański, kleszczak afrykański, bielik afrykański, rybitwa wielkodzioba, pelikan różowy, pelikan mały, szablodziób zwyczajny, szczudłak zwyczajny, a także gęsi, sieweczki, cyraneczki i kaczki.
Z Namibii i wschodniej Afryki na solniska migrują tysiące flamingów, aby żerować na świeżo wyklutych artemiach i sinicach oraz by złożyć jaja. Solnisko Sua jest największym w Afryce obszarem lęgowym flaminga różowego, a także jedynym stałym miejscem lęgowym flaminga małego w południowej Afryce. Wraz z wysychaniem solnisk pisklęta rozpoczynają migrację na północ w kierunku ujścia rzeki Nata.

## Zagrożenie i ochrona
Słonorośla Makgadikgadi są stosunkowo nienaruszone. Obszar ten jest w większości niezamieszkały. Większość ekoregionu nie podlega jednak ochronie. Zachodnią część solniska Ntwetwe, a także solniska Kudiakam, Nxai i Kgama-Kgama obejmuje Park Narodowy Makgadikgadi i Nxai, który zajmuje powierzchnię ponad 5500 km². Większość terenu solniska Ntwetwe oraz solnisko Sua, będące lęgowiskiem flamingów, nie podlegają ochronie. Ekoregion zagrożony jest przez niekontrolowaną turystykę, zakłócającą lęgi ptaków, nielegalne polowania, a także wypas bydła. Potencjalnym zagrożeniem jest naruszenie dopływu wody do kompleksu solnisk.